# Chlaenius viduus
Chlaenius viduus är en skalbaggsart som beskrevs av Horn. Chlaenius viduus ingår i släktet Chlaenius och familjen jordlöpare. Inga underarter finns listade i Catalogue of Life.